# Zulmira Maria de Jesus
Zulmira Maria de Jesus (Três Lagoas, 1882 – Três Lagoas, 23 de julho de 1932), também conhecida como Zulmira Correia Garcia, foi a primeira três-lagoense e pioneira feminista e industrial no Bolsão Sul-Matogrossense.
No início da década de 1880, seus pais, Luís Correia Neves Neto e Claudina Correia Garcia, haviam se deslocado do rio Quitéria e de Paranaíba para o sul, instalando-se às margens do ribeirão Beltrão, onde fundaram Três Lagoas, com Antônio Trajano dos Santos e Protázio Garcia Leal. Zulmira, nascida em 1882, é, portanto, a primeira pessoa de origem europeia a nascer no território do atual município de Três Lagoas.
Aos treze anos de idade, Zulmira Maria de Jesus casou-se com Alexandre Batista Parreira, irmão de Manuel Batista, João Batista, Evangelista Batista, "Neném" Batista e Vicente Batista e seu primo em primeiro grau. Com Alexandre Batista Parreira, Zulmira teve a seguinte descendência:
- Antônio Batista Parreira (Fazenda Beltrão, 5 de maio de 1898 - );
- Januário Batista Parreira;
- Luísa Batista Parreira (Fazenda Beltrão, 1902 - Três Lagoas, 26 de agosto de 1981), casada com Martins José Fernandes;
- Alexandre Batista Parreira Primo (Ribeirão Beltrão, 8 de setembro de 1907 – Cuiabá, 17 de novembro de 1998).

Em 4 de agosto de 1908, Zulmira Maria de Jesus ficou viúva de Alexandre Batista Parreira. Já órfã, teve, durante o tempo de viuvez, de cuidar, só, da Fazenda Beltrão, que herdara dos pais e em cujo território se praticava a pecuária.
Zulmira ficou conhecida, assim, como ótima montadora de cavalos e tocadora de rebanhos. No ano de 1909, no entanto, conheceu o recém-chegado Jovino José Fernandes e casou-se com ele no ano seguinte. Ele a ajudou a criar seus filhos do casamento anterior e a administrar a propriedade, introduzindo na mesma canaviais. De fato, a união de Zulmira Maria de Jesus e Jovino José Fernandes foi tão proveitosa, que a própria filha dela do primeiro casamento, Luísa Batista, casou-se com o cunhado da mãe, Martins, irmão de Jovino.
Ao lado do esposo, Jovino José Fernandes, expandiu a Fazenda Beltrão, às margens do Ribeirão Beltrão, desmembrada da Fazenda São Pedro, de Luís e Claudina Correia Neves, pais de Zulmira. Com Jovino José Fernandes, teve mais cinco filhos:
- Josefa Maria de Jesus (Fazenda Beltrão, Três Lagoas, 1912 - Campo Grande, 12 de maio de 1970), casada com Antônio Alexandrino de Alencar;
- Ana Maria de Jesus (Sinhana) (Fazenda Beltrão, Três Lagoas, 13 de fevereiro de 1913 - Três Lagoas, 13 de julho de 1981), casada com Sebastião Ângelo de Brito;
- Pedro José Fernandes (Fazenda Beltrão, Três Lagoas, 1918 - Três Lagoas, 8 de dezembro de 2004), casado com Maria Lúcia Rezende;
- Hugo José Fernandes (Fazenda Beltrão, Três Lagoas, 28 de agosto de 1920 - Três Lagoas, 20 de maio de 2005), casado com Almira Salles da Rocha;
- Abadia Maria de Jesus (Fazenda Beltrão, Três Lagoas, 19 de junho de 1923 - Três Lagoas, 24 de setembro de 2005), casada com Sebastião Ramos.

Por mais de vinte anos esteve à frente de inovadora fábrica de rapadura e aguardente na fazenda Beltrão, pioneira na produção de derivados de cana-de-açúcar do leste sul-matogrossense e também na industrialização da região. Exímia administradora, dona de caráter severo e agressivo, Zulmira Maria de Jesus tornou-se, ao lado do esposo Jovino José Fernandes, a pessoa mais rica da região, na década de 1920.  A interação entre os vizinhos das margens do Ribeirão Beltrão, Zulmira Maria de Jesus e Jovino José Fernandes, Francisco Salles da Rocha e Misael Garcia Moreira, torna-se-ia lendária.
No ano de 1932, a cidade de Três Lagoas participou, ao lado do estado de São Paulo, da Revolução Constitucionalista. A propriedade Fazenda Beltrão tornou-se ponto de parada primeiramente para as tropas rebeldes e, depois, para as tropas governistas. A cidade de Três Lagoas, tomada pelos membros rebelados do Exército, foi sitiada por tropas do governo, que tentavam avançar, vindos da Fazenda Beltrão, ao sul do Rio Sucuriú.
Neste momento em que a travessia do Rio Sucuriú para a cidade de Três Lagoas estava impedida devido às lutas, Zulmira Maria de Jesus caiu doente, vítima de pneumonia. No mesmo dia de Santos Dumont, vítima psicológica da mesma guerra, Zulmira Maria de Jesus, a primeira três-lagoense, sem acesso a atendimento médico, ou mesmo a remédios, veio a falecer em 23 de julho de 1932.
Até sua morte, Zulmira Maria de Jesus foi considerada, também, a mulher mais bela da região.
O inventário de seu primeiro esposo se encontra no Memorial do Tribunal de Justiça de Mato Grosso do Sul e o seu, no fórum da cidade de Três Lagoas.
Seu filho Hugo José Fernandes se tornou patrono das Artes na cidade de Três Lagoas. Foi amigo próximo de Antônio Mattogrosso Pereira (pai de Ney Matogrosso), durante o período que Antônio e Ney passaram em Três Lagoas. Devido a sua visão progressista de mundo, Hugo sempre foi admirador da arte de Ney - diferentemente do pai dele. Hugo é pai da escritora Elza Fernandes Torres e avô do cineasta Aaron Salles Torres. A obra literária "O Brilho da Baliza", de Elza, narra parte da trajetória trabalhista de Hugo como peça importante da Três Lagoas dos anos 1950. Hugo também estimulou que Aaron e seu grupo de cinema rodassem seus primeiros filmes em sua residência, na Avenida Capitão Olyntho Mancini, na década de 1990 - trabalhos posteriormente enviados pelo diretor como parte de seu portfólio para a School of the Art Institute of Chicago. Provavelmente sejam os primeiros médias e longas-metragens filmados em Três Lagoas. Assim, ao longo dos anos, a Casa Hugo José Fernandes foi sendo transformada em Ponto de Cultura.